# Ichtershausen
Ichtershausen est un village (Ortsteil) situé dans l'arrondissement d'Ilm, dans le Land de Thuringe, en Allemagne.
Le 31 décembre 2012, cette ancienne municipalité a été incorporée dans la commune de Wachsenburggemeinde pour former Amt Wachsenburg.